# Fernando Nicolás Romero
Fernando Nicolás Romero (Chumbicha, Catamarca, 28 de noviembre de 2003) es un futbolista argentino que juega como defensor en Minnesota United FC de la Major League Soccer.

## Trayectoria

### Atlético Tucumán
Romero se mudó a San Miguel de Tucumán para formarse en las divisiones inferiores de Atlético Tucumán. Debutó en Primera División a los 17 años, en la victoria del decano ante Independiente, en el año 2021. Romero fue una de las sorprendentes apariciones, en cuanto a juveniles, en Atlético Tucumán y llegó a lucir la cinta de capitán a sus 20 años.

## Clubes
| Club                | País           | Año           |
| ------------------- | -------------- | ------------- |
| Atlético Tucumán    | Argentina      | 2021-2024     |
| Minnesota United FC | Estados Unidos | 2025-presente |